# Порино
Порино е бивше село в Егейска Македония, Гърция, на територията на дем Хрупища, област Западна Македония.

## География
Селото е било разположено в землището на Старичани.

## История
Селото е било сравнително голямо и е имало 10 църкви: Илия, Атанас, Богородица, Троица, Спасовден, Никола, Петка, Костадин и Благоевец. Тъй като река Бистрица (Белица) го заливала често е напуснато и селяните основават Старичани.